# Josep Mascort i Ribot
Josep Mascort i Ribot (La Creueta (Quart), 20 de setembre de 1898 - La Creueta (Quart), 11 d'agost de 1970) fou un pedagog i polític català, diputat a les Corts Espanyoles durant la Segona República.
Treballà com a mestre nacional a Queralbs el 1928 i a Vilanna el 1932, i va donar classes de català a mestres per al Comitè de la Llengua de la Generalitat. Alhora milità a Esquerra Republicana de Catalunya (ERC), partit amb el qual fou elegit diputat per la província de Girona a les eleccions generals espanyoles de 1933 i 1936, aquestes dins les files del Front d'Esquerres. Durant la Guerra Civil Espanyola fou membre de les comissions parlamentàries d'Instrucció Pública (1936-1939) i de Comunicacions (1936-1939), Comissari de la Generalitat a Girona (1938), alcalde de Bescanó i vocal tècnic del Comitè Escola Nova Unificada.
En acabar la guerra es va exiliar a Mèxic el 1940. Residia al carrer Salazar, número 7, de Texcoco de Mora, on hi va adquirir una escola. En 1945 fou un dels signants del memoràndum presentat a la Conferència de San Francisco, però el 1949 decidí tornar a Catalunya. Va crear una escola privada al barri antic de Girona.